# Henri Bouckaert
Henri Bouckaert, francoski veslač, * 3. maj 1872, Roncq, † 29. april 1912.
Bouckaert je na Poletnih olimpijskih igrah 1900 v Parizu nastopil za francoski klub Cercle de l'Aviron Roubaix v četvercu s krmarjem in z njim osvojil zlato medaljo.